# 包應登
包應登（1559年—？），字穉升，號涵所，浙江杭州府錢塘縣人，民籍，明朝政治人物。官至福建按察司副使。

## 生平
萬曆七年（1579年）己卯科浙江鄉試第十七名舉人，十四年（1586年）中式丙戌科會試第二百九十七名，二甲第二十二名進士。兵部觀政，二十七年（1599年）正月任福建按察司副使，二十九年（1601年）正月考察以不謹閒住。

## 家族
曾祖包光弼，訓導；祖父包蒙吉，益王府引禮舍人；父包金，山西布政使司照磨。前母金氏；母朱氏。慈侍下。兄包應高（都督府都事）、包應曾（刑部司獄）、包應祖（州吏目），弟包應科（監生）。